# New York (magazine)
Pour les articles homonymes, voir New York (homonymie).

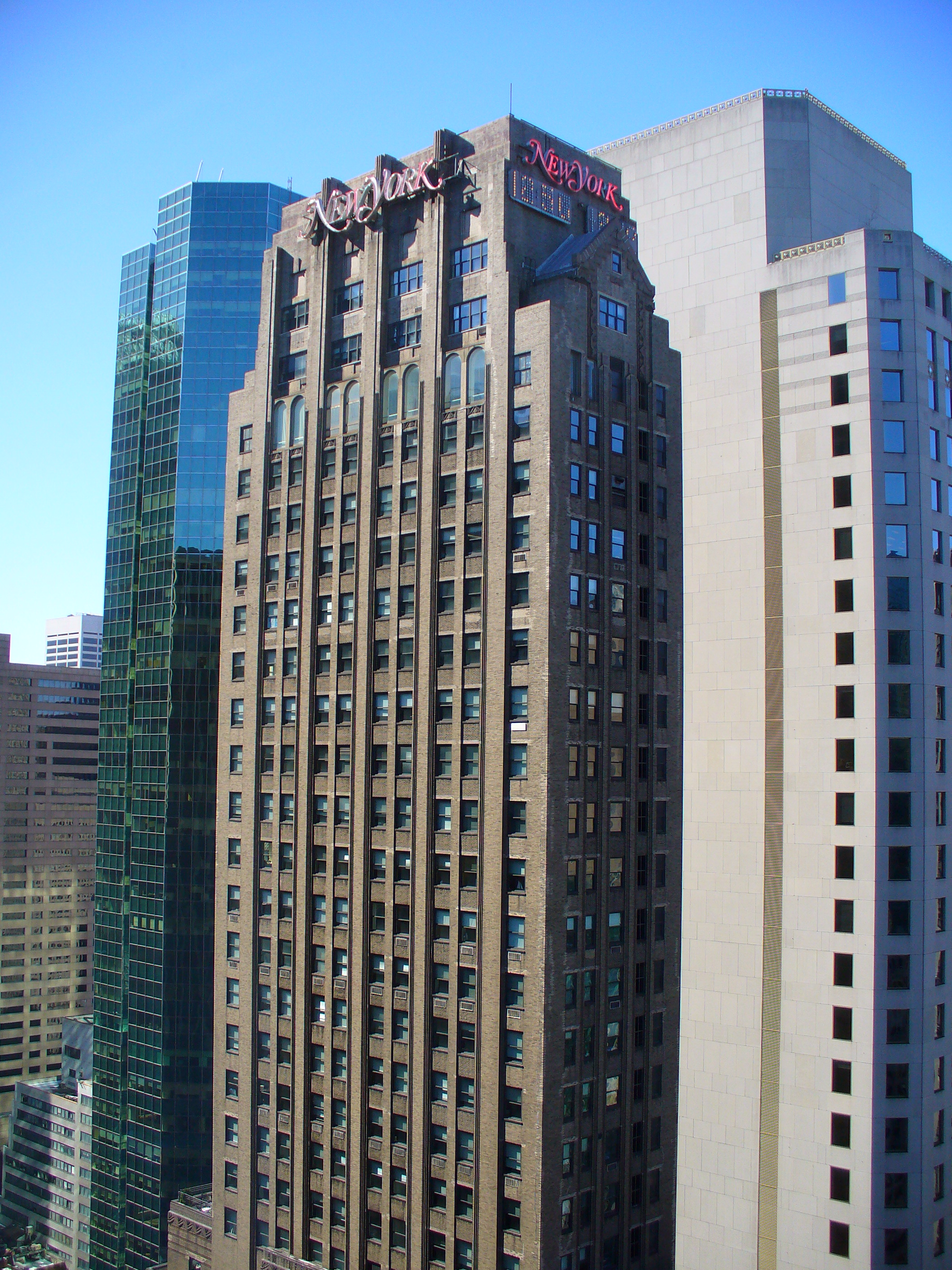
444 Madison Avenue, ancien siège social du magazine.

New York, parfois appelé New York Magazine ou surnommé NY Mag, est, à l'origine, un hebdomadaire new-yorkais diffusé maintenant toutes les deux semaines. Rédigé par une centaine de journalistes, il contient essentiellement des articles politiques et culturels consacrés à la ville et à l'État de New York. Largement copiée, la ligne éditoriale et graphique du magazine est devenue une référence pour la presse mondiale.

## Histoire

### Création
À sa création, en 1964, New York est le supplément dominical du quotidien New York Herald Tribune. Il disparaît lorsque le journal cesse d'être publié en 1966. Deux ans plus tard, son ancien rédacteur Clay Felker (en) et le graphiste Milton Glaser — qui réalise le logo — réunissent des investisseurs et acquièrent les droits sur le nom afin de faire reparaître le magazine New York de manière autonome. Dès ses débuts en 1968, le succès est immédiat grâce au reportage « au vitriol » sur le directeur du New Yorker que publie le NY Mag, attisant la curiosité des habitants de la ville. Deux ans plus tard un long — et amusant — reportage sur la jet-set new-yorkaise marque l'histoire de la ville et du magazine.
Felker, qui vise un lectorat riche et cultivé, cherche à attirer les meilleures « plumes ». Parmi les collaborateurs du magazine durant les années 1970 figurent des anciens du New York Herald Tribune comme l'auteur Tom Wolfe ou encore la journaliste Gloria Steinem. Celle-ci lance le magazine Ms. en 1972 avec l'aide de Felker. Des journalistes comme Pete Hamill et Peter Maas ont également écrit pour New York,.
Durant sa première année, New York est tiré à 50 000 exemplaires et New York Magazine Company, la société publiant le magazine, perd 1,7 million de dollars. Elle est introduite en bourse en 1969 et met en vente 20 % de ses actions. La circulation du titre s'élève alors à 240 000 exemplaires et il atteint le seuil de rentabilité. En 1974, New York Magazine Co. fait l'acquisition de l'hebdomadaire The Village Voice, dont Felker devient rédacteur en chef. Deux ans plus tard, Felker lance le magazine New West, qui se veut le pendant du magazine New York sur la côte ouest. Le coût du lancement, supérieur aux prévisions, provoque des tensions avec son conseil d'administration,.

### Rachat par Rupert Murdoch
En 1976, le magnat de la presse Rupert Murdoch, qui vient d'acquérir le quotidien New York Post, lance une offre d'achat hostile sur New York Magazine Company. Celle-ci est rejetée par Felker, mais Murdoch convainc le principal actionnaire, Carter Burden, de lui vendre ses parts. En janvier 1977, Murdoch achète les actions de Felker pour 1,4 million de dollars et prend le contrôle du titre. Ses fondateurs, Milton Glaser et Clay Felker (en), quittent le magazine,.

### Rachat par K-III
En 1991, les dettes de News Corporation, le groupe fondé par Murdoch, l'obligent à se séparer de neuf publications américaines, dont New York, pour un montant total de 650 millions de dollars. Le magazine est racheté par K-III Communications Corporation, qui par la suite adopte le nom Primedia (en),.

### Rachat par Bruce Wasserstein
En 2003, le banquier d'affaires Bruce Wasserstein acquiert New York pour 55 millions de dollars. Mortimer Zuckerman (en), éditeur du quotidien New York Daily News, était également sur les rangs. La publication est mal en point. L'année précédente, le magazine ne réalise qu'un million de dollars de bénéfices sur un chiffre d'affaires de 43 millions,,. Mais il nomme Adam Moss (en) aux commandes de rédaction ; celui-ci, avec son œil averti, entame la transformation du magazine.
Après le décès de Wasserstein, survenu en 2009, le magazine est contrôlé par ses enfants, par l'intermédiaire du fonds New York Media Holdings, appartenant à la Wasserstein Family Trusts.
De nos jours, qualifié de « magazine le plus créatif de la presse américaine » le NY Mag reste source d'inspiration pour toute la presse mondiale qui récolte ses idées de maquette ou d'organisation. Toujours inventif depuis sa création, le magazine n'hésite pas à se renouveler en permanence et amener de nouvelles tendances : « nous sommes plutôt impatient et nous nous lassons vite. Nous testons sans arrêt des choses nouvelles sans avoir peur de nous planter. C'est une attitude très new-yorkaise » explique Adma Moss. De l'extérieur, le magazine est vu comme « un équilibre savant entre professionnalisme et impertinence ». D'ailleurs, la publication est nommée neuf fois aux prestigieux National Magazine Awards de 2014, puis dix fois l'année suivante. Pourtant, le magazine reste fidèle à certaines de ses bases historiques comme les très longues interviews, les articles liés aux services à New York, mais également les reportages en dehors de la ville, sur l'ensemble du pays.
En parallèle, ses multiples sites internet thématiques sont un succès, apportant presque la moitié des revenus publicitaires. Une centaine d'articles sont diffusés par ce média, quotidiennement, de façon indépendante du magazine papier, transformant ainsi l'entreprise de presse écrite en une entreprise numérique et élargissant mondialement le lectorat.

#### Ouvrages
- (en) Laurie Pasiuk, Vault Guide To The Top Media & Entertainment Employers, Vault Inc., 2005, 309 p. (ISBN 978-1-58131-337-6, lire en ligne), p. 219, 221.
- (en) Kathleen L. Endres, Women's Periodicals in the United States : Consumer Magazines, Greenwood Publishing Group, coll. « Historical Guides to the World's Periodicals and Newspapers », 1995, 509 p. (ISBN 978-0-313-28631-5, lire en ligne), p. 337.
- (en) Richard Kluger et Phyllis Kluger, The paper : The Life and Death of The New York Herald Tribune, Vintage Books, 1989, 799 p. (ISBN 978-0-394-75565-6)

#### Presse
- Philippe Boulet-Gercourt (photogr. Peter Van Agimael), « Bienvenue au New York », O, L'Obs, no 2,‎ février 2015, p. 64 à 69